# カジミール
カジミール（Casimir）は、フランスのテレビ番組「こどもの島」に登場する恐竜。イブ・ブルーニーが演じる。

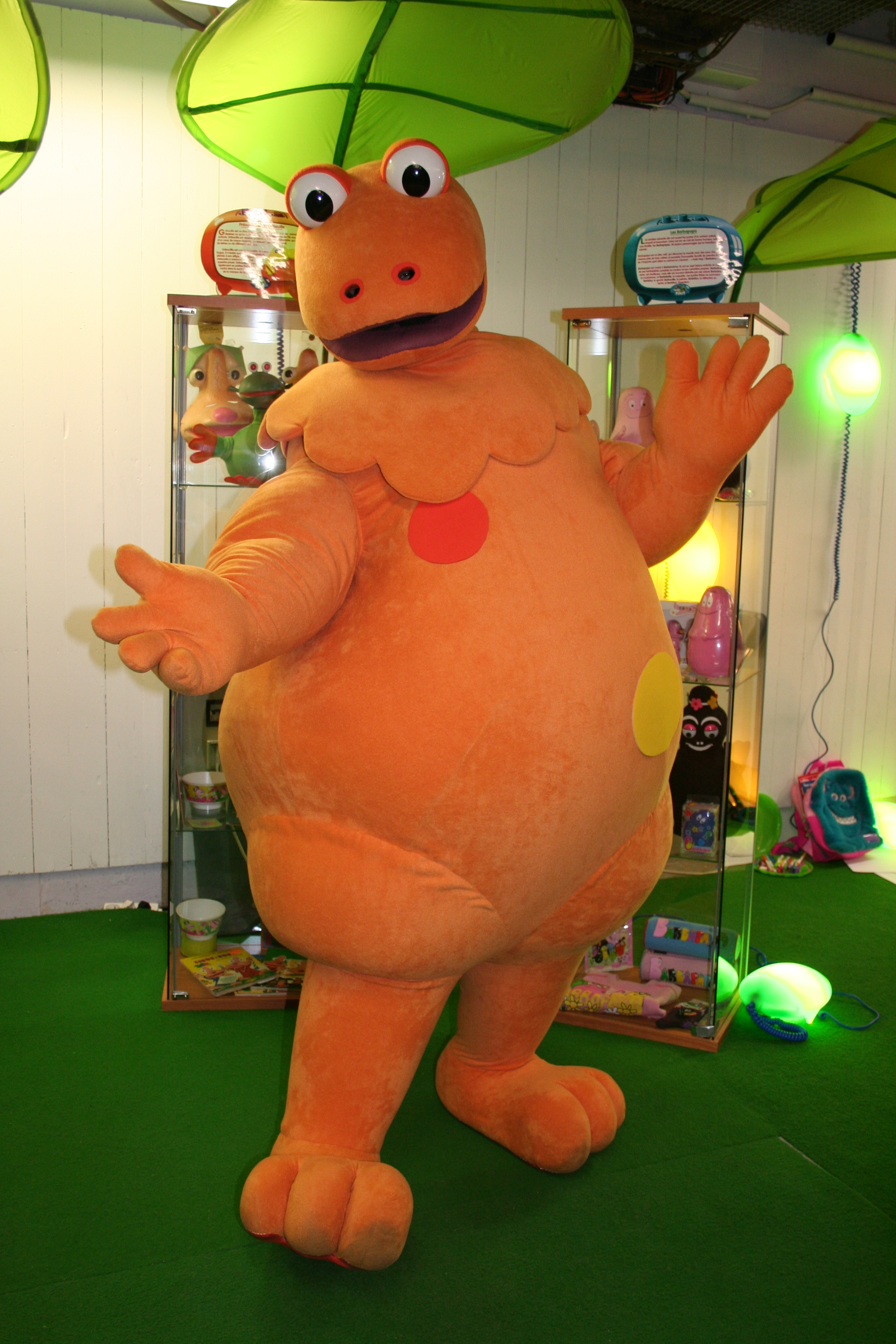
カジミール（2006年11月）

## 概要
カジミラス族の黄色と赤の水玉模様をあしらったオレンジ色の恐竜。イブ・ブルーニーとクリストフ・イザールによって作られたキャラクターである。いつも彼のいとこである緑色の恐竜のイポリットや、友人のフランソワ、ジュリー、狐のレオナール、ムッシュ・スノッブ（貴族ぶって「フルベール・アンセルム」と名乗る）、郵便配達員のエミール、植物学者のエドミー・フュテとともに居る。
カジミールは1974年9月16日からフランス公共放送ORTFの第3チャンネル（C3）で始まった子供向け番組「こどもの島」で初登場した。
カジミールの歌として有名な番組のオープニング曲は、ロジャー・ポリー（Roger Pouly）作曲、クリストフ・イザール作詞でアン・ジェルマンによって歌われた。カジミールが主人公の雑誌としてカジミール誌（Le Journal de Casimir）が発行されたほか、その他3つの出版社の雑誌にも登場した。最後に発行された本はカジミールの全てが載った「オマージュ」本であった。
1999年にCanal Jのテレビ番組に再登場し、以後、幾度かテレビの舞台に上がっている 。2000年代には放送当時のテレビ番組を振り返るイベント「Gloubiboulga Night」が開催された。

## 生息地
カジミールの家は木の上に作られており、囲いとして、周辺には木々が植えられている。カジミールの家のある木は実がなり、彼はその実を食べている。

## カジミラス族
カジミラスはクリストフ・イザールとイブ・ブルーニーによって考案された架空の恐竜で、「こどもの島」のカジミールの先祖という設定。カジミラス族の手は4本指で、足は3本指。Gloubi-boulgaを好む。
カジミラス族はヒューマノイドで、体色は様々である。

### カジミールの特徴
- 種目：ヒト型爬虫類
- 肌：オレンジ色で水玉模様がつく
- 身長：1.9メートル
- 体重：150キログラム
- 性格：ナイーブ、気前がいい、など
- 好物：Gloubi-boulga